# دوري كرة القدم الأمريكية 1974
دوري كرة القدم الأمريكية 1974 هو موسم من دوري كرة القدم الأمريكية ‏. فاز فيه Rhode Island Oceaneers ‏.